# Illescas (Uruguay)
Illescas es una localidad uruguaya, cuya administración es compartida por los departamentos de Florida y Lavalleja.

## Ubicación
La localidad se encuentra situada sobre la cuchilla Grande, en el límite entre los departamentos de Florida y Lavalleja, y junto a la ruta 7 en su km 179.

## Historia
El pueblo surgió en 1891 en torno a la estación de ferrocarril de la línea que une Montevideo con Nico Pérez. Su nombre proviene del faenero de apellido Illescas que en la época colonial se dedicaba a la faena en el área cercana.

## Población
Según el censo de 2011 la localidad contaba con 121 habitantes, de los cuales 83 pertenecían a la parte del pueblo ubicado en el departamento de Florida y 38 a la parte de Lavalleja.
Actualmente año 2022 la localidad cuenta con 86 habitantes en total.
| 220           | 156 | 138 | 133 | 121 | 121 |
| (Fuente: INE) |     |     |     |     |     |